# Peter Pan's Neverland Nightmare
Peter Pan's Neverland Nightmare is een Britse horrorfilm uit 2025, geregisseerd en geschreven door Scott Chambers.
De film is een horrorbewerking van het beroemde verhaal over Peter Pan, dat begin 20e eeuw bekend werd dankzij aanvankelijk het toneelstuk Peter Pan; or, the Boy Who Wouldn't Grow Up uit 1904 en zeven jaar later het beroemde kinderboek Peter and Wendy, beide van J.M. Barrie. Het is de derde film in de filmreeks The Twisted Childhood Universe. De film ging op 13 januari 2025 in première.

## Verhaal
Een kwaadaardige Peter Pan steelt de zielen van mensen, waarbij zijn slachtoffers in comateuze toestand belanden. De zielen worden vervolgens opgesloten in Neverland, het koninkrijk van Peter Pan. Ze  zorgen ervoor dat Peter nooit ouder wordt. Als Peter een jongetje genaamd Michael Darling ontvoert, doet Michaels zus Wendy er alles aan om haar broertje te redden.

## Rolverdeling
| acteur                  | personage                  |
| ----------------------- | -------------------------- |
| Martin Portlock         | Peter Pan                  |
| Oscar Hastings          | jonge Peter                |
| Megan Placito           | Wendy Darling              |
| Kit Green               | Timmy Carter / Tinker Bell |
| Holden M N Smith        | jonge Timmy                |
| Peter DeSouza-Feighoney | Michael Darling            |
| Campbell Wallace        | John Darling               |
| Teresa Banham           | Mary Darling               |
| Olumide Olorunfemi      | Tiger Lily                 |
| Charity Kase            | James Hook                 |
| Lucas Allermann         | jonge James                |
| Kierston Wareing        | Roxanne Hook               |
| Nicholas Woodeson       | Steven                     |
| Hardy Yusuf             | Joey                       |

## Achtergrond
De film werd geregisseerd en geschreven door Scott Chambers. Voor het schrijven van het scenario haalde hij inspiratie uit het boek Peter and Wendy uit 1911 van schrijver J.M. Barrie. De film werd geproduceerd door Rhys Frake-Waterfield en Scott Jeffrey. De opnames gingen in mei 2024 van start in Londen. De hoofdrollen waren weggelegd voor onder anderen Martin Portlock, Megan Placito, Kit Green en Peter DeSouza-Feighoney.

## Release en ontvangst
Peter Pan's Neverland Nightmare ging op 13 januari 2025 in de Verenigde Staten in première. In het Verenigd Koninkrijk was de première op 24 februari van dat jaar. In Nederland werd de film op 6 februari 2025 in de bioscopen gebracht.
De film werd door recensenten in het algemeen gemengd tot negatief ontvangen. Op Rotten Tomatoes heeft de film een score van 43% op basis van 23 beoordelingen. Metacritic komt op een score van 50/100, gebaseerd op 4 beoordelingen.